# 金色鴉雀
，是雀形目鸦雀科的一种鸟类。種小名是紀念法國動物學家朱爾·韋羅（Jules Pierre Verreaux）。分佈于臺灣、中國東南丘陵、中南半島北部（緬甸東部、寮國中北部）。常結小群棲息于山區常綠林的竹林密叢。十分活躍的喧鬧小群飛行快速，山區竹林和林區邊緣繁殖（海拔1000m以上），垂直遷徙。

## 特征
金色鸦雀體型極小，僅 10 公分左右，胸部为濃金黃色兼帶點栗色，喉部呈顯眼的黑色，但視乎亞種而有所不同，虹膜为深褐色，上咀灰色，下咀帶粉色，足帶粉色，叫聲为音調下降的“see...see...seeseep”声。

## 亞種

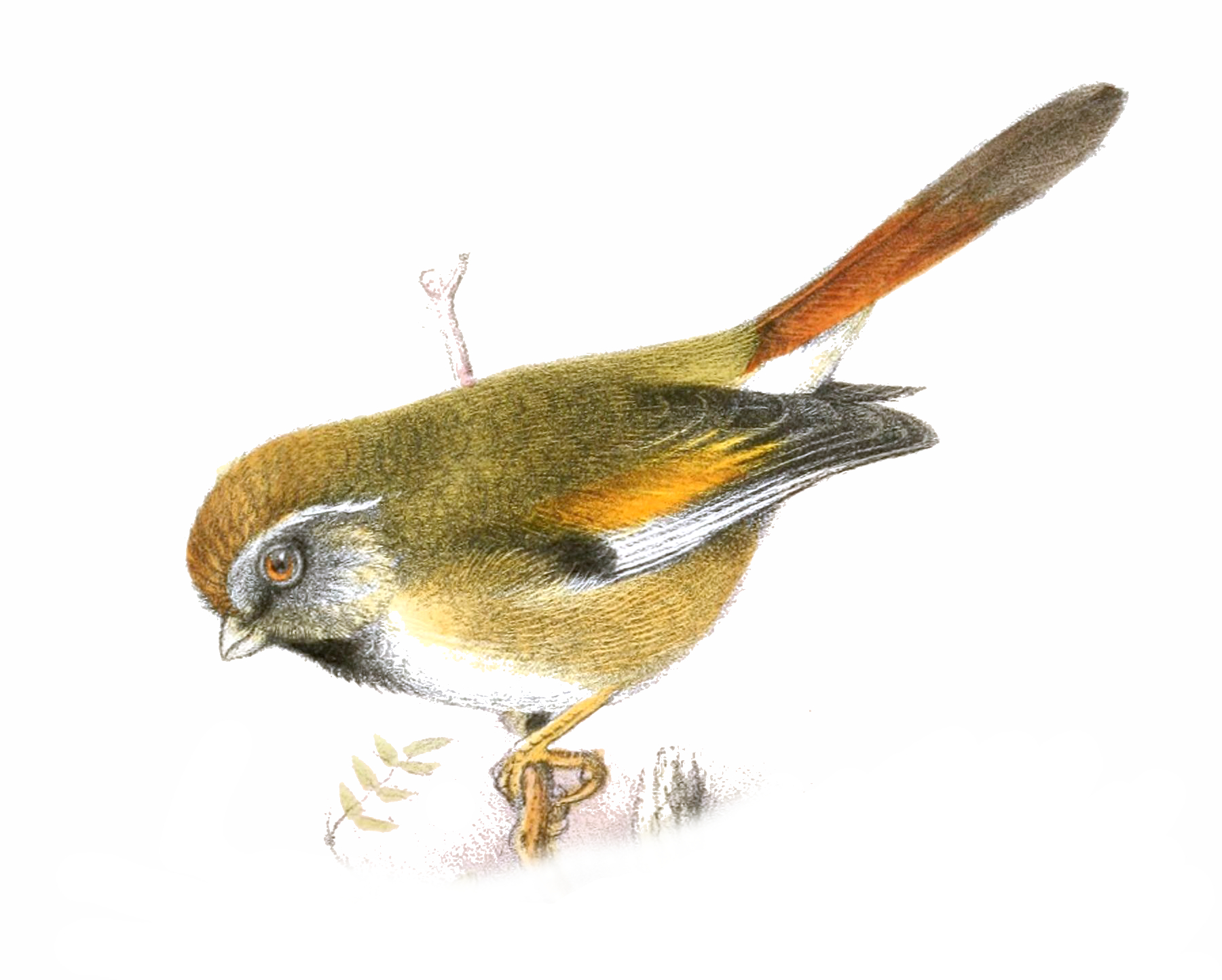
金色鴉雀台灣亚种

- 金色鴉雀指名亚种（ (Sharpe, 1883)）：分布於陝西南部（秦嶺）、湖北、四川及雲南東北部。
- 金色鴉雀台灣亚种（ (Ogilvie-Grant, 1906)）：此亞種為台灣的特有亞種。
- 金色鴉雀華南亚种（ (La Touche, 1922)）：分布於廣西東部、湖南南部（莽山）、廣東北部（八寶山）及福建西北部（武夷山）。
- 金色鴉雀瑤山亚种（ Vaurie,1959）：分布於廣西北部（瑤山）。